# Kommunism

Symbolen hammaren och skäran har använts av flera kommunistiska organisationer.

Kommunism (från franskan: communisme och ytterst av latin: communis, gemensam) är en grupp närbesläktade idéer om att produktionsmedel i ett samhälle är gemensamt ägda och där sociala klasser, pengar, samt staten inte längre finns. Inom marxismen är det också benämningen på det tillstånd i samhällsutvecklingen där klasserna och staten upplösts och produktionsresultatet fördelas åt alla efter behov. Enligt marxismen har historien behövt gå igenom olika stadier, varvid kapitalismen, slavsamhället och feodalismen är några av dessa stadier.
Den kommunistiska rörelsen kan ses som en del av den bredare socialistiska rörelsen. Kring ca 1860–1880 delades den socialistiska rörelsen i en socialdemokratisk gren (Ferdinand Lassalle och Eduard Bernstein), vilka ville uppnå socialism genom reformer och klassamarbete (av motståndarna även kallad revisionism), och en revolutionär, kommunistisk gren (Karl Marx, Friedrich Engels), där socialism skulle uppnås genom att de förtryckta klasserna tar makten genom revolution. (Se även frihetlig socialism).
Beteckningen kommunism syftar ibland på den ideologiska position som formulerades av Vladimir Lenin och vidareutvecklades i olika riktningar av efterföljare som Lev Trotskij, Josef Stalin, Enver Hoxha och Mao Zedong. Det förekommer också att länder som kallat sig socialistiska benämns kommuniststater eftersom de haft ett styrande kommunistparti, exempelvis Kina och Sovjetunionen.
Begreppet kommunism kan alltså både syfta på en ideologi, en politisk rörelse och ett samhällstadium inom marxistisk teori.

## Idéhistoria

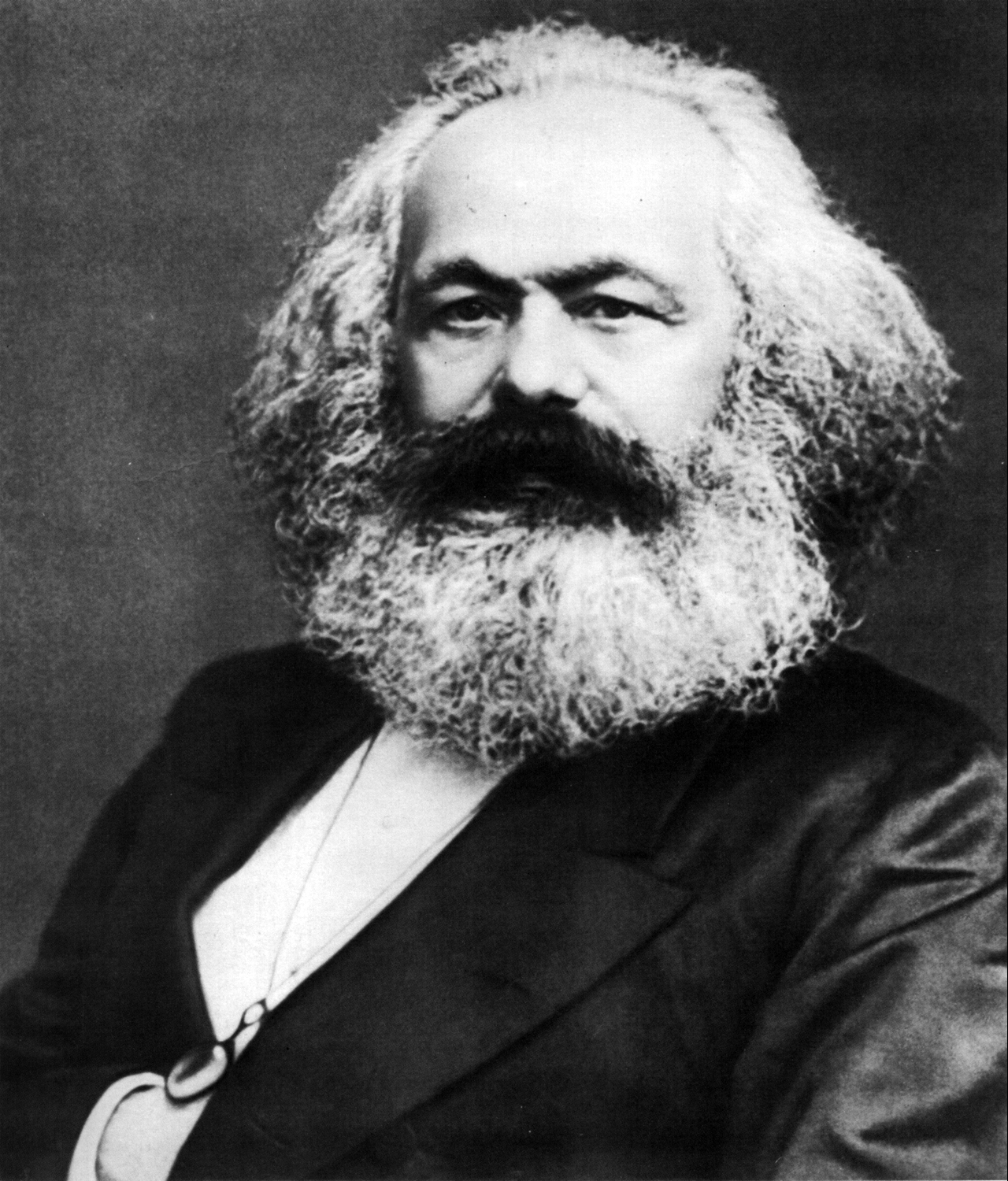
Karl Marx (1818–1883).

### Tidig historia
Tidiga tankar om ett samhälle grundat på egendomsgemenskap kan skönjas hos bland andra Platon, vissa kristna tänkare, Mazdak och Thomas More såväl som hos de utopiska socialisterna. I Platons dialog Staten förordades ett samhälle med gemensamt ägande. Platon hävdade dock att köpmännen och hantverkare liksom tidigare skulle arbeta för vinnings skull, varför dialogen Staten inte har mycket gemensamt med de senare kommunistiska teorierna.
I boken Utopia från 1516 beskriver Thomas More ön Utopia med idealsamhället utan privat egendom, där folk får vad de vill efter behov. Försök att realisera sådana tankar är dock mera sällsynta. Ett exempel är dock den så kallade Jesuitstaten i Paraguay 1610–1758, där man utvecklade en långtgående egendomsgemenskap. Det är dock först i och med franska revolutionen som man kan tala om några verkliga kommunistiska rörelser. François-Noël Babeuf framträdde under 1790-talet med idéer om egendomsutjämning.
I början av 1800-talet kom utopiska socialister som Charles Fourier, Étienne Cabet, Henri de Saint-Simon med flera att spela en viktig roll. Flera mer eller mindre misslyckade försök gjordes att skapa små självständiga kommunistiska samhällen, ett av de mer kända försöken var New Harmony som grundades 1825. En omfattande emigration förekom från Frankrike till denna och andra liknande kolonier i USA under 1840-talet, men kom snart av sig. Vid mitten av 1800-talet var ännu gränserna mellan socialism och kommunism flytande. Ofta sågs socialism som de intellektuellas ideologi, medan kommunismen sågs som arbetarnas ideologi. En viktig organisation för den internationella kommunismen blev Bund der Gerechten, vilken 1847 bytte namn till Bund der Kommunisten, samtidigt som Marx och Engels fick uppdraget att skriva de nya stadgarna.

### Marx och Engels
Den tyske teoretikern Karl Marx och hans kollega Friedrich Engels kom under andra hälften av 1800-talet att bli de viktigaste tänkarna inom modern kommunistisk teori. De bröt med utopismen och formulerade en ideologi som de döpte till vetenskaplig socialism, vilken kom att beskrivas i Det kommunistiska manifestet (1848), det historiskt viktigaste dokumentet för den ideologiska utformningen av kommunismen.
Revolutionerna 1848-49 blev ett misslyckande för försöken till kommunistiska maktövertaganden. Marx och Engels kom att tolka detta som att arbetarklassen måste organiseras och skolas ideologiskt för att en revolution skulle komma att lyckas. Detta ledde till grundandet av Första internationalen 1864.
Under andra hälften av 1800-talet blev begreppet kommunism ovanligare bland socialistiska grupperingar, och de flesta nybildade partier eller organisationer kom att kalla sig socialistiska eller socialdemokratiska. Så även det Engels och Marx närstående tyska arbetarpartiet. Bland Marxisterna var dock vanligt att man kallade sig kommunister. Bland annat skrev Engels i partiets nya partiprogram 1894 att partiet "inte bara är allmänt socialistiskt, utan direkt kommunistiskt". Med detta menade Engels att partiet syftade till att ta kontroll över statsmakten.
I skriften Kritik av Gothaprogrammet från 1875 talade Marx om det framtida kommunistiska samhället. Han såg samhällsutvecklingen som en utveckling i två stadier. I det första stadiet krävs samma prestation av alla människor medan i det andra stadiet kommer produktionen "av var och en efter förmåga, till var och en efter behov". Dessa två stadier kom sedan Lenin att beteckna det "socialistiska" respektive det "kommunistiska" stadiet. Lenins "socialism" och Marx "kommunismens första fas" är dock inte identiska. 
Innan Karl Marx dog 1883 framförde han kritik mot de ryska revolutionärerna och deras syn på det framtida samhället och menade att de hade missförstått hans teorier.[källa behövs] Kritik riktade han även till sin svärson Paul Lafargue som i Frankrike försökt skriva det första marxistiska partiprogrammet: "Ett är då säkert, om detta är marxism, så är jag ingen marxist."

### Marxism-leninism
Lenin influerades dock tydligt av Marx Kritik av Gothaprogrammet när han skapade och var den som snabbt kom att lägga beslag på begreppet kommunism. Med grundandet av Tredje internationalen 1919 kom kommunism att bli liktydigt med partier som stödde revolutionen i Ryssland.
Den marxistiskt kommunistiska idétraditionen kan grovt delas in i två grenar: leninistisk marxism och icke-leninistisk marxism. Leninismen är en ideologi grundad på den ryske revolutionären Lenins tolkning och utveckling av Marx tankar. Efter Lenins död inleddes en maktkamp inom kommunistpartiet mellan främst Lev Trotskij och Josef Stalin som hade olika syn på vilken väg Sovjetunionen borde välja. Stalin gick segrande ur striden och den ideologi han förespråkade brukar benämnas marxism-leninism (av dess motståndare ofta "stalinism") medan Trotskijs idéer kallas trotskism.
Marxism-leninismen blev snart också den officiella benämningen på kominterns ideologi och den anammades snart av kommunistpartier världen över. Medan Marx betonade att "arbetarklassens frigörelse måste vara dess eget verk" ansåg Lenin att det kommunistiska partiet skulle ha en ledande roll i samhällsutvecklingen. Partiets funktionärer skulle visserligen väljas demokratiskt, men när de väl valts var varje partimedlem skyldig att följa de beslut som partiet fattade, en princip som kallades demokratisk centralism. Partiets funktionärer skulle enligt Lenin ses som arbetarklassens "avantgarde", det vill säga en förtrupp i revolutionen, något som kom att bli normerande för övriga kommunistiska partier.
Det har påpekats, att det hos marxist-leninister redan före oktoberrevolutionen fanns en underförstådd förintelsetanke i tolkningen av begreppet klasskamp, något som exemplifierats av ett samtal mellan Lenins kommande chef för Tjekan, Felix Dzerzjinskij och mensjevikledaren Abramovitj, där Dzerzjinskij överväger möjligheten att inte bara förtrycka utan att förinta klassfienden. Den senare inställningen ger Zinovjev, ordföranden för sovjeten i Petrograd och för Kommunistiska internationalen, i september 1918 offentligt uttryck för, när han menar att ”vi måste förinta 10 av Rysslands 100 miljoner invånare”. Richard Pipes menar att detta uttalande var detsamma som en dödsdom över 10 miljoner människor och hävdar vidare att Lenin såg politik som krigföring och en krigföring vars mål inte var att besegra fienden utan att förinta den. Konkreta order och maningar från den högsta politiska ledningen kom också att ha en eliminatorisk innebörd och till exempel från Trotskij utgick en order om att förinta en hel social etnisk grupp, donkosackerna. Omsatt i praktik kom denna politik inte bara att leda till ett outsägligt lidande i Sovjetunionen. Den kom också att noteras av nazister, bland annat Alfred Rosenberg, som samtidigt som han fördömde, vad han uppfattade som ett ”förintande av den ryska nationella intelligentian”, redan under det tidiga 20-talet noterade politikens ”ändamålsenlighet”.
Ur marxism-leninismen växte det i Kina fram en ideologi baserad på Mao Zedongs tankar, i Väst kallad maoism. Till skillnad från marxismen menade Mao att revolutionen i Kina borde byggas på bondebefolkningen och inte på det (i Kina försvinnande lilla) stadsproletariatet. Maoismen har senare främst fått fotfäste i tredje världen.

### Icke-leninistisk marxism
Den icke-leninistiska marxismen, då främst representerad av råds- och vänsterkommunistiska grupper, växte fram inom kommunistpartiernas vänsteroppositioner efter 1917. Rådskommunismen var starkast i Tyskland och Nederländerna och bland dess mest framträdande tänkare kan räknas Rosa Luxemburg, Anton Pannekoek och Paul Mattick. Man betonade arbetarklassens spontanitet och självständiga kamp, tog avstånd från staten och arbete inom fackföreningar och trodde på en organisationsform grundad på arbetarråd. Vänsterkommunismen är en snarlik idéströmning som främst fick fotfäste i Italien. Vänsterkommunisterna betonade att kapitalismens vara eller icke vara inte var en fråga om vem som ägde produktionsmedlen utan om arbetet och värdet härskade över de ekonomiska relationerna. Man förde därför fram vikten av att upphäva marknaden, lönearbetet och varuformen. Man tog inte heller avstånd från partitanken även om man skiljer sig från bolsjevikernas partiteori. Bland vänsterkommunismens främsta tänkare kan bland andra räknas Amadeo Bordiga. Vänsterkommunismen och rådskommunismen har varit en viktig influens för moderna anarkister, autonomister, den moderna ultravänstern och grupper som situationisterna.

## Förhållande till socialism
Beteckningen socialism användes först 1834 av både Pierre Leroux i Frankrike och av anhängarna till Robert Owen i England. Beteckningen kommunism introducerades ca 1839 i Paris av flera hemliga revolutionära grupper.
Under första hälften av 1800-talet användes socialism och kommunism nästan som synonymer där socialismen ofta sågs som en idé för de intellektuella medan kommunism sågs som en lära för arbetarna. Under 1800-talets andra hälft blev ordet kommunism ovanligare och de flesta nybildade arbetarpartier med kommunistiska idéer kallade sig oftast socialistiska eller socialdemokratiska, så till exempel det tyska socialdemokratiska partiet som stod Marx och Engels nära. Först efter oktoberrevolutionen i Ryssland 1917 började flera organisationer kalla sig kommunistiska igen. I och med tredje internationalen (komintern, 1919–43) kom skillnaden mellan kommunism och socialism/socialdemokrati att ligga i hur vägen till det klasslösa samhället skulle te sig. Socialister/socialdemokrater kom att förorda icke-våld och fredliga reformer, medan kommunister förordade samhällsförändringar med hjälp av klasskamp och väpnad revolution.
Hos Marx och Engels användes begreppen som synonymer utan urskiljning, men enligt Lenin var socialism och kommunism två olika stadier i samhällsutvecklingen: ”Den vetenskapliga skillnaden mellan socialism och kommunism består endast i att det första ordet betecknar det första stadiet av det nya samhälle, som växer fram ur kapitalismen, det andra ordet det högre, påföljande stadiet, av detsamma.”
Definitionerna har dock inte varit entydiga, Svensk uppslagsbok såg 1933 kommunism som en sorts socialism som starkare betonade egendomsgemenskapen och den offentliga regleringen av den enskildes privatliv än övrig socialism.

## Kommunismen och staten
Karl Marx ansåg att staten skulle upphöra att existera i det kommunistiska samhället "så snart det kan bli tal om frihet, upphör staten som sådan att finnas till", och det kommunistiska samhället Marx föreställde sig var således per definition ett statslöst samhälle. Han ansåg dock att staten kunde spela en roll i utvecklingen av kommunismen, i Det kommunistiska manifestet skriver Marx och Engels att staten är ett verktyg för klassförtryck, under kapitalismen använder borgarklassen staten för att förtrycka de arbetande klasserna, men vid ett revolutionärt maktövertagande skulle istället arbetarklassen kunna använda staten för att bekämpa kapitalismen. När arbetarklassen tog över staten skulle borgarklassens diktatur upphöra, och proletariatets diktatur ta vid. I manifestet listar de också ett antal åtgärder som en sådan stat omedelbart borde åta efter en revolution. Efter att ha studerat händelseförloppet under Pariskommunen justerade dock Marx och Engels sin uppfattning och i förordet till 1872 års tyska utgåva av manifestet skriver de att arbetarklassen inte bara kan ta över det gamla statsmaskineriet och använda det till sina egna syften, och pekar på manifestets lista av åtgärder som föråldrade.
Enligt Engels mister staten sin funktion först när samhällsklasserna är upplösta och den kommer då att "dö ut". Därefter kan ett kommunistiskt samhälle som innebär ett stats- och klasslöst samhälle uppstå. Lenin upprepade sedan denna uppfattning i Staten och revolutionen. När Sovjetunionens bildades uppgavs i dess statsförfattning att unionen var en övergångsfas, vars mål var att upprätta socialismen, där det varken skulle finnas klassklyftor eller statsmakt. Enligt Lenin hade Sovjetunionen inte uppnått kommunismen, och inte heller det han betecknade som dess förstadium - socialismen. Istället menade han att beteckningen Socialistisk sovjetrepublik (SSR) skulle förstås som att republikerna strävade mot socialism, utan att ännu nått dit. Efter att Stalin kommit till makten menade ledningarna för Sovjetunionen, och för de övriga länderna i Östblocket, att dessa stater var socialistiska som ett steg för att i framtiden uppnå kommunismen i världen.

## Kommunism som samhällsstadium
"Allt fast och beständigt förflyktigas" skrev Marx och Engels i Det kommunistiska manifestet. Vad de försökte visa i sina verk var just att, och hur, kapitalismen är ett historiskt övergående samhällssystem med ett logiskt slut, precis som föregående samhällssystem ehuru med ett mycket annorlunda slut. De försökte även visa på den potential som de ansåg existerade i arbetarklassens kamp, och hur denna potential skulle kunna manifestera sig själv i en revolutionär övergång från kapitalism till kommunism.
Enligt revolutionära kommunister kan inte kapitalismens problem reformeras bort. Det går att skapa drägligare livsvillkor och ökat välstånd under kapitalismen, men den grundläggande klassmotsättningen och alienationen består, och därmed arbetarklassens intresse av att göra uppror.
Exakt hur det kommunistiska samhället skall se ut, tycker många kommunister inte att det är värt att spekulera kring. Det är inte upp till dem att besluta om vilken form det kommunistiska samhället skall anta; det betraktas som "ideologiskt dravel" eller, för att använda Marx klassiska allegori, som att "skriva ut […] recept för framtidens soppkök". Den franske vänsterkommunisten Gilles Dauvé skriver: "kommunismen är inte ett program som man omsätter i praktiken eller får andra att omsätta i praktiken, utan en social rörelse". Här definieras kommunismen alltså bara som negationen till detta samhälle och dess positiva definition kan bara historien visa, ingen självutnämnd världsförbättrare.

## Kommunism i världen

### Stater styrda av kommunistiska partier

Kartan visar nuvarande (2009) stater styrda av partier som kallar sig kommunistiska.

Länder där det styrande kommunistpartiet är statsmakt (2025):
- Kina (sedan 1949); Kinas kommunistiska parti[23]

- Kuba (Kubanska revolutionen 1959, socialistisk stat utropad 1961); Kubas kommunistiska parti[23]
- Nordkorea (sedan 1948); Koreas arbetarparti säger sig följa Juche, som officiellt är en vidareutveckling av marxism-leninism[23]
- Laos (sedan 1975); Laos revolutionära folkparti[23]
- Vietnam (sedan 1975); Vietnams kommunistiska parti (Nordvietnam 1954–1976)[23]

I andra länder finns det kommunistiska partier som accepterat den liberala demokratins principer och deltar i ett flerpartisystem.

### Östblocket
Östblocket eller öststaterna var en benämning på Sovjetunionen och dess satellitstater under kalla kriget. Till östblocket brukade man räkna Warszawapaktens medlemmar. Öststaterna är en något snävare beteckning, och omfattar normalt bara de länder i östblocket som låg i Öst- och Centraleuropa.

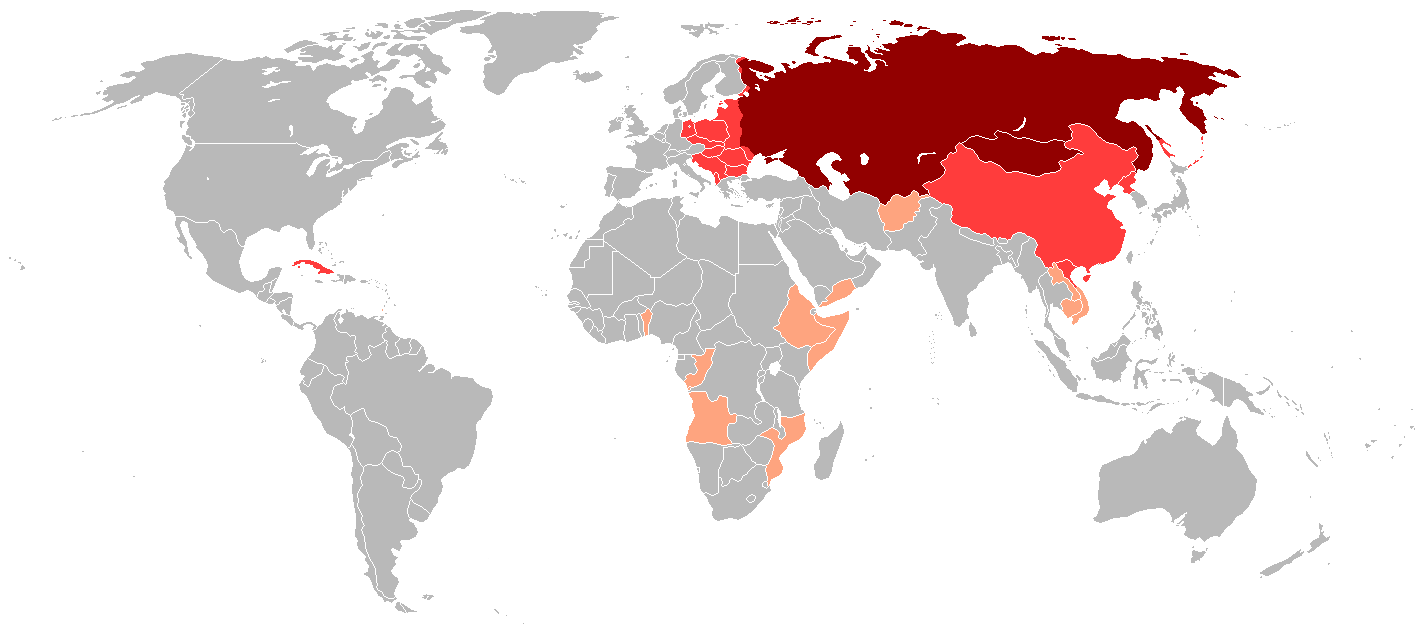
Karta över kommunismens spridning – stater som styrs av partier vilka benämner/benämnde sig som kommunistiska.
1920- och 1930-talet
1940- och 1950-talet
1960- och 1970-talet

Kina räknades till östblocket så länge landet var allierat med Sovjetunionen, men efter brytningen mellan de kommunistiska regimerna i de båda länderna brukade man inte längre räkna in Kina i begreppet. Somliga ville även räkna in SFR Jugoslavien i östblocket på grund av att även det hade en kommunistisk regim, men efterhand som landet intog en allt mer oberoende roll i relationen till Sovjetunionen och dess satellitstater sågs det vanligen som en alliansfri stat.
Vissa kommentatorer har hävdat att Östblocket inte var kommunistiskt utan statskapitalistiskt. Man citerar ibland Lenins egna ord om behovet av att införa statskapitalism i Ryssland: "While the revolution in Germany is slow in "coming forth," our task is to study the state capitalism of the Germans, to spare no effort in copying it and not shrink from adopting dictatorial methods to hasten the copying of it."

### Västeuropa
Ett av Västeuropas största kommunistiska partier fanns i Italien, Partito Comunista Italiano. De nådde sin höjdpunkt i parlamentsvalet 1976 då de fick stöd av 34,4% av rösterna. I början på 1970-talet gick de i spetsen för eurokommunismen där de tillsammans med det franska (Parti communiste français) deklarerade att man tog avstånd från proletariatets diktatur och inte längre stödde Sovjetunionen som förebild. Man godtog därmed parlamentarisk demokrati som styrelseform. Liknande deklarationer hade redan tidigare gjorts av de spanska och katalanska kommunistpartierna.

### Sverige
År 1917 splittrades den svenska arbetarrörelsen när vänsteropposition i det socialdemokratiska arbetarepartiet bildade Sveriges socialdemokratiska vänsterparti, dit majoriteten av ungdomsförbundets medlemmar anslöt sig. 1921 antogs namnet Sveriges kommunistiska parti, som skulle komma att representera den svenska kommunismen. År 1929 kom den största splittringen i partiets historia då Karl Kilbom och större delen av medlemmarna uteslöts av Komintern, och flera medlemmar lämnade partiet. Karl Kilbom bildade tillsammans med Nils Flyg ett eget SKP det så kallade socialistiska partiet. Sverige hade nu ett SKP i Komintern och ett utanför. Det SKP som stod utanför komintern kom att vara verksamt fram till år 1948 då det upplöstes, dessförinnan hade partiet blivit nazistiskt år 1943. Det kvarvarande SKP bytte 1967 namn till Vänsterpartiet Kommunisterna. Detta namn hade det sedan till 1990 då "Kommunisterna" ströks och det nya namnet blev Vänsterpartiet.
Kommunisternas största valframgång var när SKP fick 10,3 % i andrakammarvalet 1944, samt 11,2 % i kommunalvalet 1946. Kommunisterna hade även stort inflytande i de svenska fackförbunden med styrelsemajoritet i flera fackavdelningar.
I dagens[när?] Sverige representeras kommunism av uttalade mindre kommunistpartier som Kommunistiska Partiet och Sveriges Kommunistiska Parti som har en marxist-leninistisk ideologisk politik. Även om vänsterpartiet 1990 till namnet upphörde vara kommunistiskt fortsatte flera medlemmarna i partiets ledning att kalla sig kommunister fram till 2005, och även därefter uttalade sig trogna de kommunistiska idéerna.
Det finns[när?] dessutom några trotskistiska partier och organisationer i Sverige, till exempel Rättvisepartiet Socialisterna, Arbetarmakt och Socialistisk Politik .Utöver de klassiska leninistiska partierna så finns det även ett antal icke-leninistiska kommunistiska organisationer i Sverige. Bland dessa kan räknas Folkmakt, Riff-raff, Kämpa tillsammans!, Internationella Kommunistiska Strömningen, Gatuaktionen, Roh-Nin bokförlag och Batkogruppen.

## Kritik
Kritik mot kommunism har kommit från många olika håll. Den har inkluderat flera aspekter, från exempelvis, religiösa gruppers invändningar mot kommunismens uttalade ateism och besuttnas invändningar mot att deras produktionsmedel ska konfiskeras av samhället, till socialdemokraters mot förment odemokratiska arbetsmetoder. Andra menar att kommunism inte går ihop med de mänskliga rättigheterna och avsaknaden av mänskliga rättigheter bidrog till kommunismens fall. Kommunismen sägs inskränka också den personliga integriteten.
Kritiker har också pekat på de brott som kommunistpartier i maktställning begått (till exempel i Sovjetunionen, Kampuchea (Kambodja) under Röda khmererna, Östtyskland, Kina och Nordkorea) mot befolkningen i de egna staterna, samt kommunistpartiernas i övriga länder försvar av dessa brott. Brotten som åsyftas är bland annat folkmord, varom information finns i artiklarna om staterna i fråga. Kritiken som riktats mot kommunistiska stater (som ibland kallas realsocialistiska stater eftersom det kommunistiska samhället är statslöst) kommer från både politisk höger och vänster.[källa behövs]